# 馬克斯威爾 (加利福尼亞州)
馬克斯威爾（英語：Maxwell）是位於美國加利福尼亞州科盧薩縣的一個人口普查指定地區。

## 地理
馬克斯威爾的座標為39°16′35″N 122°11′29″W / 39.27639°N 122.19139°W，而該地最高點為海拔高度28米（即92英尺）。

## 人口
根據2010年美國人口普查的數據，馬克斯威爾的面積為5.569平方千米，當中陸地面積為5.569平方千米，而水域面積為0.000平方千米。當地共有人口1103人，而人口密度為每平方千米198人。